# Virginio Arzani
Virginio Giuseppe Arzani (Genova, 31 marzo 1922 – Cerreto, 29 agosto 1944) è stato un militare e partigiano italiano.
Sottotenente in servizio permanente effettivo del corpo dei bersaglieri, dopo la proclamazione dell'armistizio dell'8 settembre 1943 entrò nella Resistenza, e fu decorato con la Medaglia d'oro al valor militare alla memoria.

## Biografia

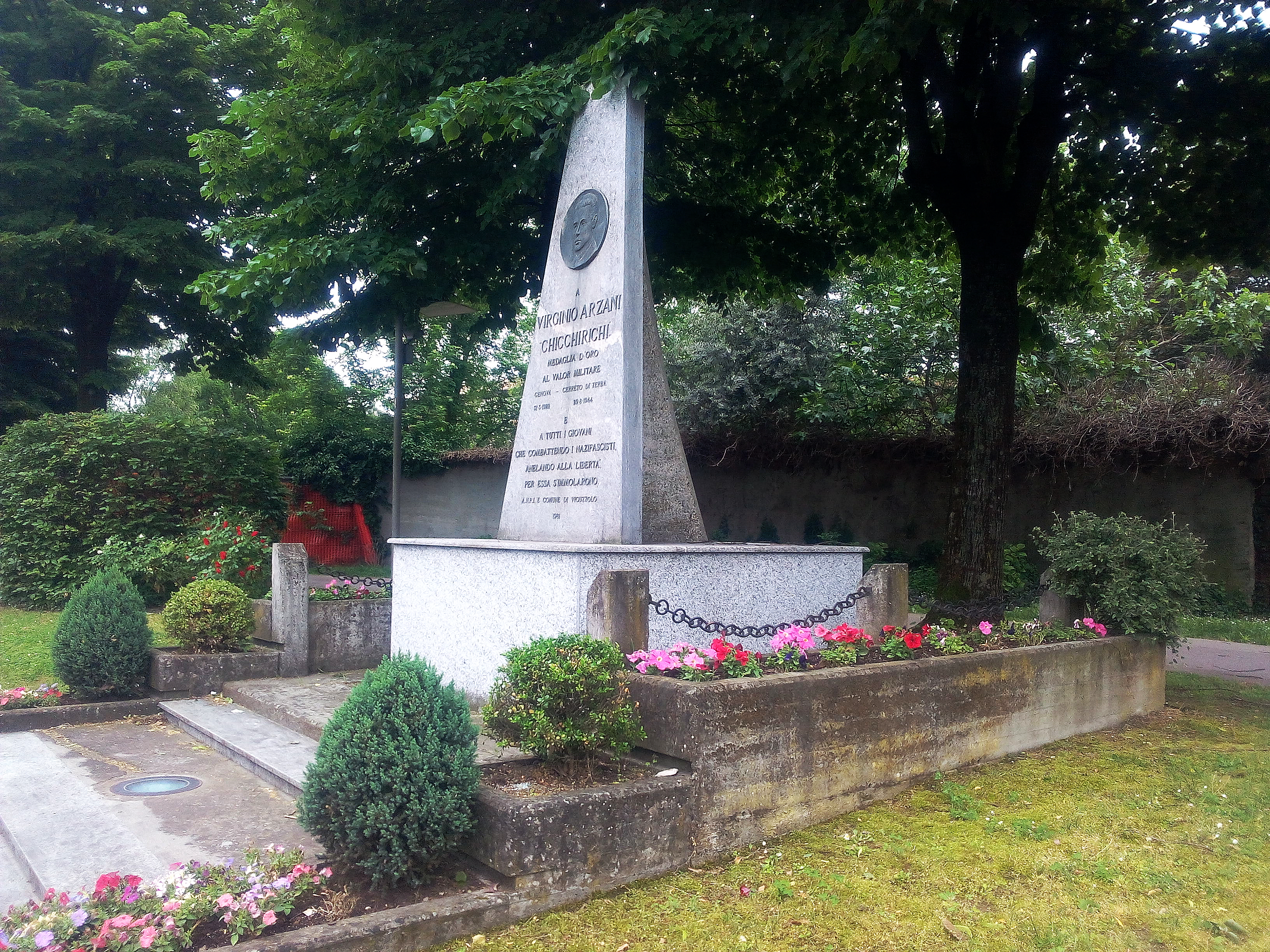
Il monumento di Viguzzolo

Nato a Genova il 31 marzo 1922, figlio di Giuseppe e Giuseppina Grillo,  fin da ragazzo fu un assiduo frequentatore dell'Azione Cattolica (Chiesa di S. Margherita di Marassi). Dopo aver ottenuto il diploma di maestro e la maturità, si arruolò nel Regio Esercito  frequentando l'Accademia militare di Modena da cui uscì con il grado di sottotenente in servizio permanente effettivo, assegnato all'arma di fanteria il 20 agosto 1943, assegnato al 4º Reggimento di Parma.
Alla proclamazione dell'armistizio dell'8 settembre successivo si trovava presso la Scuola di applicazione e ritornato a Viguzzolo entrò nelle file della Resistenza assumendo il nome di battaglia di "Kicchirichì". Messosi alla testa di alcune formazioni partigiane si distinse durante un assalto ad una caserma tedesca a Sarezzano (provincia di Alessandria), e poi in un tentativo di liberare alcune partigiani prigionieri a Tortona, rimanendo ferito in entrambe le operazioni belliche.

A partire dal 24 agosto 1944 difese strenuamente per tre giorni il Ponte del Carmine tra Pertuso e Borghetto, in Val Borbera, da un attacco in cui rimase ferito ad un ginocchio. Emblematico è il fatto testimoniato da Sandro Ravazzano detto Cucciolo che dopo il rastrellamento e i combattimenti susseguenti, che si rifanno alla nota battaglia di Pertuso, “Kikirikì” con la sua banda e quella di un altro comandante partigiano catturarono oltre 50 avversari fra cui molti bersaglieri repubblichini volontari dell'Esercito Nazionale Repubblicano che erano allievi ufficiali della scuola militare di Novi Ligure. “Cucciolo” parla di 34 di questi ultimi: 
Trasportato su di una barella continuò a dirigere le operazioni finche il 29 dello stesso mese non venne catturato dai soldati tedeschi. Dopo essere stato interrogato sommariamente, insieme ad altri suoi compagni, fu avviato verso le retrovie, ma giunti a Cerreto di Zerba i partigiani furono improvvisamente passati per le armi dai repubblichini. Dopo la sua morte i partigiani diedero il suo nome a una brigata della Divisione Cichero. Nel 1953 il presidente della Repubblica italiana Luigi Einaudi concesse alla sua memoria la Medaglia d'oro al valor militare, massima onorificenza italiana.  La Medaglia d'oro e il dispositivo di assegnazione della ricompensa al valore di G. V. Arzani, sono esposti nell'ufficio del sindaco di Viguzzolo, comune di origine della famiglia Arzani.

### Riconoscimenti
La popolazione di Viguzzolo ha fatto erigere un monumento a Virginio Arzani, mentre a Tortona gli è stata dedicata una via, e a Genova una salita, inoltre una lapide a Cerreto di Zerba ricorda il luogo dell'eccidio.
Il 9 marzo 2024 l'Amministrazione comunale e l'ANPI di Viguzzolo, interpretando i sentimenti della popolazione tutta, hanno dedicato l'onore della piazza antistante la nuova sede del Palazzo comunale ai "Partigiani di Viguzzolo", riaffermando in ciò i valori della lotta di Liberazione, fondativi della Repubblica democratica e della Costituzione Italiana. Furono ben 57 i Partigiani combattenti, 7 i componenti del Comitato di Liberazione Nazionale e 40 i Patrioti simpatizzanti con la Resistenza a Viguzzolo. Uomini e donne che, con le armi, con le azioni e con le idee, contribuirono a restituire all'Italia la dignità di Paese libero da ogni forma di oppressione, ergendosi sulle macerie morali e materiali del ventennio fascista. E certamente Virginio Arzani ha avuto un ruolo importante nell'adesione di così tanti uomini e donne di questo piccolo paese del tortonese. 
| Cognome e nome                   | Nome di battaglia     | Qualifica e Brigata              |
| -------------------------------- | --------------------- | -------------------------------- |
| Arzani Virginio                  | Chicchirichì          | Partigiano Casalini              |
| Barbieri Guido                   | Lois                  | Partigiano Arzani                |
| Barbieri Silvio (Dante)          | Passero               | Partigiano Arzani                |
| Bernardelli Giuseppe             | Caludio               | Partigiano Arzani                |
| Bina Igino (o Gino)              | Mika (Micca)          | Partigiano Comando Pinan Cichero |
| Bina Aldo                        | Michino               | Partigiano Arzani                |
| Broggiato Igino                  | Tommaso               | Partigiano Arzani                |
| Buteri Pietro                    | Occhio                | Partigiano Po Argo               |
| Cacciatore Ermenegildo           | Rinaldo               | Partigiano Arzani                |
| Cacciatore Stefano               | Norge (o Tommaso)     | Partigiano Arzani                |
| Callegari Luigi                  | Tosca                 | Partigiano Arzani                |
| Campora Francesco                | Ceko                  | Partigiano Arzani                |
| Candy [Candì] Biagio             | Bruno                 | Partigiano Arzani                |
| Candy Eugenio                    | William               | Partigiano Arzani                |
| Candy Franco                     | Candy                 | Partigiano Po Argo               |
| Carlone Mario                    |                       | Partigiano Sap Arzani            |
| Carniglia Carlo                  | Recluta               | Partigiano Arzani                |
| Castellano Giuseppe Luciano      | Spoldi                | Partigiano Arzani                |
| Ceriani Carlo                    | Carlon                | Partigiano Comando Pinan Cichero |
| Contardi Giovanni                | Fuoco                 | Partigiano Arzani                |
| Coscia Luigi                     | Tripoli               | Partigiano Arzani                |
| Costa Lorenzo                    | Volpe                 | Partigiano Arzani                |
| Daffonchio Carlo                 | Grillo                | Partigiano Arzani                |
| Decicilia Luigi                  | Tripoli               | Partigiano Arzani                |
| Dellegà Sereno                   | Maino                 | Partigiano Arzani                |
| Fossati Renzo                    | Gatto                 | Partigiano Arzani                |
| Gallo Ginetto                    | Fastidio              | Partigiano Arzani                |
| Gallo Mario                      | Tascon (o Orsi)       | Partigiano Arzani                |
| Guerra Pietro                    | Fulmine secondo       | Partigiano Arzani                |
| Imperiale Dante                  | Michi                 | Partigiano Po Argo               |
| Lisini Antonio                   | Orlando               | Partigiano Arzani                |
| Mangiarotti Sergio               | Gloster               | Partigiano Oreste                |
| Marchesotti Domenico             | Palo                  | Partigiano Arzani                |
| Marini Pietro                    | Ming                  | Partigiano Arzani                |
| Marini Giuseppe                  | Beppe                 | Partigiano Arzani                |
| Negri Virginio                   | Tranquillo            | Partigiano Arzani                |
| Panin Severino (o Guerrino)      | Microbo               | Partigiano Arzani                |
| Palazzoli Armido                 | Mollusco              | Partigiano Arzani                |
| Pallavicini Alessandro           | Gaspare               | Partigiano Arzani                |
| Patta Costantino                 | Spiotta (Agostino)    | Partigiano Caio                  |
| Pertusi Lorenzo                  |                       | Partigiano Arzani                |
| Piuzzi Aurelio (Piotti)          |                       | Partigiano Arzani                |
| Ponta Beniamino                  | Mino                  | Partigiano Arzani                |
| Ponta Natalina                   |                       | Partigiano Sap Arzani e Po Argo  |
| Ragni Nello                      | Nerbi, Rizieri        | Partigiano Arzani e Po Argo      |
| Rameri Carlo                     | Nearco                | Partigiano Arzani                |
| Sanelli Pietro                   | Fulmine               | Partigiano Po Argo               |
| Semini Alessandro                | Repubblica, Cavaliere | Partigiano Arzani                |
| Speretta Ermenegildo             | Lampo                 | Partigiano Arzani                |
| Taverna Carlo                    | Nitzi (o Nizzi)       | Partigiano Po Argo               |
| Timo Alessandro                  | Astolfo               | Partigiano Arzani                |
| Tosonotti Dante                  | Gloster secondo       | Partigiano Oreste                |
| Tranquilli Vittorio (Carlo)      | Mauro,Cispa           | Partigiano Arzani                |
| Tranquilli Anna Maria (Felicina) | Cina                  | Partigiano Sap Arzani            |
| Tranquilli Fedele                | Cispino               | Partigiano Arzani                |
| Vaniglia Bruno                   | Burdo                 | Partigiano Arzani                |
| Vaniglia Lino                    |                       | Partigiano Arzani                |
| Bianchi Rino                     |                       | CNL - Patriota Arzani            |
| Guernini GIovanni                |                       | CNL - Patriota Arzani            |
| Guernini Ernesto                 |                       | CNL - Patriota Arzani            |
| Milanesi Giuseppe                |                       | CNL - Patriota Arzani            |
| Pertusi Francesco                |                       | CNL - Patriota Arzani            |
| Santamaria Antonio               |                       | CNL - Patriota Arzani            |
| Scopelli Pasquale                |                       | CNL - Patriota Arzani            |
| Barbieri Felice                  |                       | Patriota Sap Arzani              |
| Berutti Guido                    | Black                 | Patriota Pinan Cichero           |
| Bonadeo Felice                   | Crock                 | Patriota Sap Arzani              |
| Bondone Luigi                    |                       | Patriota Sap Arzani              |
| Bosco Caterina                   |                       | Patriota Sap Arzani              |
| Boveri Giuseppe                  |                       | Patriota Sap Arzani              |
| Broggiato Alfredo                |                       | Patriota Sap Arzani              |
| Calissano Pierino                | Mario                 | Patriota Sap Arzani              |
| Campora giovanni                 |                       | Patriota Arzani                  |
| Carniglia Luigi                  |                       | Patriota Arzani                  |
| Cengarle Bruno                   |                       | Patriota Arzani                  |
| Clozza Roberto                   |                       | Patriota Arzani                  |
| Daffunchio Delfino               |                       | Patriota Arzani                  |
| Dellalibera Primo                |                       | Patriota Arzani                  |
| Ferrando Giuseppe                |                       | Patriota Arzani                  |
| Franchini Francesco              |                       | Patriota Arzani                  |
| Gallo Giuseppe                   |                       | Patriota Arzani                  |
| Garbin Sante (Bruno)             |                       | Patriota Arzani                  |
| Guernini Pierino                 |                       | Patriota Arzani                  |
| Mancin Alberino                  |                       | Patriota Arzani                  |
| Mancin Celeste                   |                       | Patriota Arzani                  |
| Mandirola Livio                  |                       | Patriota Arzani                  |
| Massa Giovanni                   |                       | Patriota Arzani                  |
| Massa Pietro                     | Celere (o Accelerato) | Patriota Arzani                  |
| Pertusi Emilio                   |                       | Patriota Arzani                  |
| Pertusi Giuseppe                 |                       | Patriota Arzani                  |
| Ponta Maddalena                  |                       | Patriota Sap Arzani              |
| Ponta Giovanni                   | Gianni                | Patriota Sap Arzani              |
| Raccone Giovanni                 |                       | Patriota Arzani                  |
| Rescia Lorenzo                   |                       | Patriota Sap Arzani              |
| Rollandi Alberto                 |                       | Patriota Sap Arzani              |
| Rotta Giuseppe                   |                       | Patriota Sap Arzani              |
| Serra Giuseppe                   |                       | Patriota Arzani                  |
| Sonego Carlo (Carletto)          |                       | Patriota Arzani                  |
| Toccalini Eugenio                |                       | Patriota Sap Arzani              |
| Toccalini Pierina                |                       | Patriota Sap Arzani              |
| Veronese Guido                   |                       | Patriota Arzani                  |
| Bagnasco Assunta                 |                       | Simpatizzante                    |
| Tranquilli Agostino              |                       | Simpatizzante                    |
| Tranquilli Remo                  |                       | Simpatizzante                    |